# Rajd Monte Carlo 1992
Rajd Monte Carlo 1992 (60. Rallye Automobile de Monte-Carlo) – rajd samochodowy rozgrywany w Monaco od 23 do 30 stycznia 1992 roku. Była to pierwsza runda Rajdowych Mistrzostw Świata w roku 1992. Rajd został rozegrany na asfalcie i śniegu. 

## Wyniki końcowe rajdu[1]
| Msc. | Kierowca             | Pilot              | Samochód                        | Czas    | Strata  | Grupa | Punkty |
| ---- | -------------------- | ------------------ | ------------------------------- | ------- | ------- | ----- | ------ |
| 1.   | Didier Auriol        | Bernard Occelli    | Lancia Delta HF Integrale       | 6:54:20 | 0.0     | A8 M  | 20     |
| 2.   | Carlos Sainz         | Luis Moya          | Toyota Celica Turbo 4WD (ST185) |         | +2m 05  | A8 M  | 15     |
| 3.   | Juha Kankkunen       | Juha Piironen      | Lancia Delta HF Integrale       |         | +2m 57  | A8 M  | 12     |
| 4.   | Francois Delecour    | Daniel Grataloup   | Ford Sierra Cosworth 4x4        |         | +4m 42  | A8 M  | 10     |
| 5.   | Philippe Bugalski    | Denis Giraudet     | Lancia Delta HF Integrale       |         | +10m 12 | A8 M  | 8      |
| 6.   | Timo Salonen         | Voitto Silander    | Mitsubishi Galant VR-4          |         | +11m 01 | A8 M  | 6      |
| 7.   | Francois Chatriot    | Michel Perin       | Nissan Sunny GTI-R              |         | +16m 27 | A8 M  | 4      |
| 8.   | Massimo Biasion      | Tiziano Siviero    | Ford Sierra Cosworth 4x4        |         | +16m 58 | A8 M  | 3      |
| 9.   | Tommi Makinen        | Seppo Harjanne     | Nissan Sunny GTI-R              |         | +18m 38 | A8 M  | 2      |
| 10.  | Christophe Spiliotis | Isabelle Spiliotis | Ford Sierra Cosworth 4x4        |         | +48m 21 | N4    | 1      |

## Zwycięzcy odcinków specjalnych[2]
| Dzień        | OS                           | Nazwa                         | Długość  | Godz. startu      | Zwycięzca         | Pilot                     | Samochód                  | Czas          | Lider         |
| Dzień 1 25 I |                              |                               |          |                   |                   |                           |                           |               |               |
| ------------ | ---------------------------- | ----------------------------- | -------- | ----------------- | ----------------- | ------------------------- | ------------------------- | ------------- | ------------- |
| Dzień 1 25 I | OS1                          | Col de Turini 1               | 10,63 km | 08:33             | Armin Schwarz     | Arne Hertz                | Toyota Celica Turbo       | 07:51         | Armin Schwarz |
| Dzień 1 25 I | OS2                          | Point des Miolans – St. Auban | 22,72 km | 10:36             | Carlos Sainz      | Luis Moya                 | Toyota Celica Turbo       | 14:53         | Armin Schwarz |
| Dzień 1 25 I | OS3                          | Col du Corobin                | 19,60 km | 12:19             | Juha Kankkunen    | Juha Piironen             | Lancia Delta HF Integrale | 14:25         | Armin Schwarz |
| Dzień 1 25 I | OS4                          | Col de Perty                  | 27,37 km | 14:42             | François Delecour | Daniel Grataloup          | Ford Sierra RS Cosworth   | 18:05         | Armin Schwarz |
| Dzień 1 25 I | OS5                          | St. Nazaire le Desert         | 23,44 km | 16:38             | Didier Auriol     | Bernard Occelli           | Lancia Delta HF Integrale | 15:00         | Didier Auriol |
| Dzień 1 25 I | OS6                          | Col de la Fayolle             | 35,97 km | 19:38             | Didier Auriol     | Bernard Occelli           | Lancia Delta HF Integrale | 25:36         | Didier Auriol |
| Dzień 2 26 I |                              |                               |          |                   |                   |                           |                           |               | Didier Auriol |
| OS7          | Burzet                       | 41,41 km                      | 08:48    | François Delecour | Daniel Grataloup  | Ford Sierra RS Cosworth   | 29:19                     |               | Didier Auriol |
| OS8          | St. Bonnet le Froid          | 25,74 km                      | 10:41    | Juha Kankkunen    | Juha Piironen     | Lancia Delta HF Integrale | 16:49                     |               | Didier Auriol |
| OS9          | Col du Marchand              | 32,76 km                      | 11:29    | Didier Auriol     | Bernard Occelli   | Lancia Delta HF Integrale | 22:23                     |               | Didier Auriol |
| OS10         | St. Jean en Royans           | 25,44 km                      | 14:14    | Armin Schwarz     | Arne Hertz        | Toyota Celica Turbo       | 13:14                     |               | Didier Auriol |
| OS11         | Col de Saulce                | 30,38 km                      | 16:58    | Armin Schwarz     | Arne Hertz        | Toyota Celica Turbo       | 20:26                     |               | Didier Auriol |
| OS12         | Sisteron - Thoard            | 36,87 km                      | 18:35    | Armin Schwarz     | Arne Hertz        | Toyota Celica Turbo       | 26:19                     | Carlos Sainz  |               |
| Dzień 3 27 I |                              |                               |          |                   |                   |                           |                           | Carlos Sainz  |               |
| OS13         | Maijai - Puimichel           | 12,32 km                      | 09:48    | Didier Auriol     | Bernard Occelli   | Lancia Delta HF Integrale | 07:54                     | Carlos Sainz  |               |
| OS14         | Clumanc – Lambruisse         | 14,94 km                      | 11:26    | Carlos Sainz      | Luis Moya         | Toyota Celica Turbo       | 10:02                     | Carlos Sainz  |               |
| OS15         | Col de la Colle Saint Michel | 18,62 km                      | 12:14    | Didier Auriol     | Bernard Occelli   | Lancia Delta HF Integrale | 11:26                     | Carlos Sainz  |               |
| OS16         | Trigance - Chateauvieux      | 27,57 km                      | 14:07    | Carlos Sainz      | Luis Moya         | Toyota Celica Turbo       | 15:37                     | Carlos Sainz  |               |
| OS17         | Col de Bleine                | 33,52 km                      | 15:25    | Didier Auriol     | Bernard Occelli   | Lancia Delta HF Integrale | 23:04                     | Carlos Sainz  |               |
| OS18         | Loda - Lucéram               | 16,49 km                      | 17:18    | Didier Auriol     | Bernard Occelli   | Lancia Delta HF Integrale | 12:06                     | Carlos Sainz  |               |
| Dzień 4 28 I |                              |                               |          |                   |                   |                           |                           | Carlos Sainz  |               |
| OS19         | Col de Turini 2              | 22,21 km                      | 18:48    | Carlos Sainz      | Luis Moya         | Toyota Celica Turbo       | 16:05                     | Carlos Sainz  |               |
| OS20         | Col de la Couillole 1        | 22,15 km                      | 20:31    | Didier Auriol     | Bernard Occelli   | Lancia Delta HF Integrale | 13:42                     | Didier Auriol |               |
| OS21         | Col St. Raphael – Tourette 1 | 23,54 km                      | 21:49    | François Delecour | Daniel Grataloup  | Ford Sierra RS Cosworth   | 16:23                     | Didier Auriol |               |
| OS22         | Utelle 1                     | 18,35 km                      | 23:02    | Didier Auriol     | Bernard Occelli   | Lancia Delta HF Integrale | 14:22                     | Didier Auriol |               |
| Dzień 5 29 I |                              |                               |          |                   |                   |                           |                           | Didier Auriol |               |
| OS23         | Col de Turini 3              | 22,21 km                      | 01:15    | odwołany          | odwołany          | odwołany                  | odwołany                  | Didier Auriol |               |
| OS24         | Col de la Couillole 2        | 22,15 km                      | 03:43    | Didier Auriol     | Bernard Occelli   | Lancia Delta HF Integrale | 13:29                     | Didier Auriol |               |
| OS25         | Col St. Raphael – Tourette 2 | 23,54 km                      | 05:01    | François Delecour | Daniel Grataloup  | Ford Sierra RS Cosworth   | 16:08                     | Didier Auriol |               |
| OS26         | Utelle 2                     | 18,35 km                      | 06:19    | François Delecour | Daniel Grataloup  | Ford Sierra RS Cosworth   | 14:14                     | Didier Auriol |               |

## Klasyfikacja po 1 rundzie
Tabele przedstawiają tylko pięć pierwszych miejsc.

### Kierowcy
| Lp. | Kierowca          | Pkt |
| --- | ----------------- | --- |
| 1   | Didier Auriol     | 20  |
| 2   | Carlos Sainz      | 15  |
| 3   | Juha Kankkunen    | 12  |
| 4   | Francois Delecour | 10  |
| 5   | Philippe Bugalski | 8   |

### Producenci
| Lp. | Producent  | Pkt |
| --- | ---------- | --- |
| 1   | Lancia     | 20  |
| 2   | Toyota     | 17  |
| 3   | Ford       | 12  |
| 4   | Mitsubishi | 8   |
| 5   | Nissan     | 6   |